# Karl Georg von Zerbst
Karl Georg August (oder Adolph) von Zerbst (* 5. August 1695 in Klein Glien; † 9. Oktober 1769 in Arolsen) war über 25 Jahre Regierungschef von Waldeck-Pyrmont.

## Leben
Von Zerbst heiratete Antoinette (genannt Antonetta) Wilhelmine von Ziegler (* 29. Mai 1710 in Erfurt; † 17. Juni 1758 in Arolsen), die Witwe des Johann Daniel Lincker von Lützenwick (* 17. Juli 1679 in Marburg; † 19. August 1727 in Erfurt) und Tochter des Kurmainzischen Hauptmanns, später Obrist-Lieutenants, Wolff Christoph von Ziegler sen. (* 1656 (?) in Erfurt; † 1737 ebenda) und dessen Ehefrau Magdalena Sibylla geborene Freiin Bachoff von Echt. Der gemeinsame Sohn Louis von Zerbst wurde Nachfolger seines Vaters als Regierungschef.
Von Zerbst war Herr auf Tännich und Breitenheerda. 1718 trat er in Fürstlich Waldeckische Dienste. Er wurde Hofmeister des Grafen Heinrich Georg (1683–1736) dem zweitältesten Sohn des Grafen Christian Ludwig, dann Kammerjunker. Später wurde er Landdrost und 1736 Fürstlich Waldeckischer Wirklicher Geheimer Rat. Ab 1741 war er in Nachfolge von Friedrich August von Klettenberg auch Präsident der Regierung, des Konsistoriums und der Justiz-Kanzlei und damit Regierungschef. Nach seinem Tod übernahm sein Sohn das Amt des Regierungschefs.